# Bojová zásobovací loď typu 901
Typ 901 (v kódu NATO třída Fuyu) je třída bojových zásobovacích lodí Námořnictva Čínské lidové osvobozenecké armády. Oproti stávajícím čínským zásobovacím lodím typu 903 má plavidlo přibližně dvojnásobně větší výtlak, takže námořnictvu umožní operace dále od základen a mělo být vhodné pro doprovod nových čínských letadlových lodí typu 001A a typu 002. Ostatním plavidlům poskytuje palivo, munici a další zásoby. Do konce roku 2018 byly dokončeny první dvě jednotky této třídy.

## Stavba
Informace o vývoji lodí typu 901 se na veřejnost poprvé dostaly roku 2011. Prototypovou jednotku staví činská loděnice Guangzhou shipyard international (GSI) v Kantonu. Prototyp byl na vodu spuštěn 15. prosince 2015. Do služby byl přijat 1. září 2017.
Jednotky typu 901:
| Jméno                      | Spuštěna          | Vstup do služby | Status    |
| -------------------------- | ----------------- | --------------- | --------- |
| Chu-lun-chu (901, ex 965)  | 15. prosince 2015 | 1. září 2017    | aktivní   |
| Čcha-kan-chu (905, ex 967) | červenec 2017     | prosinec 2018   | aktivní   |
| ? (?)                      |                   |                 | ve stavbě |

## Konstrukce

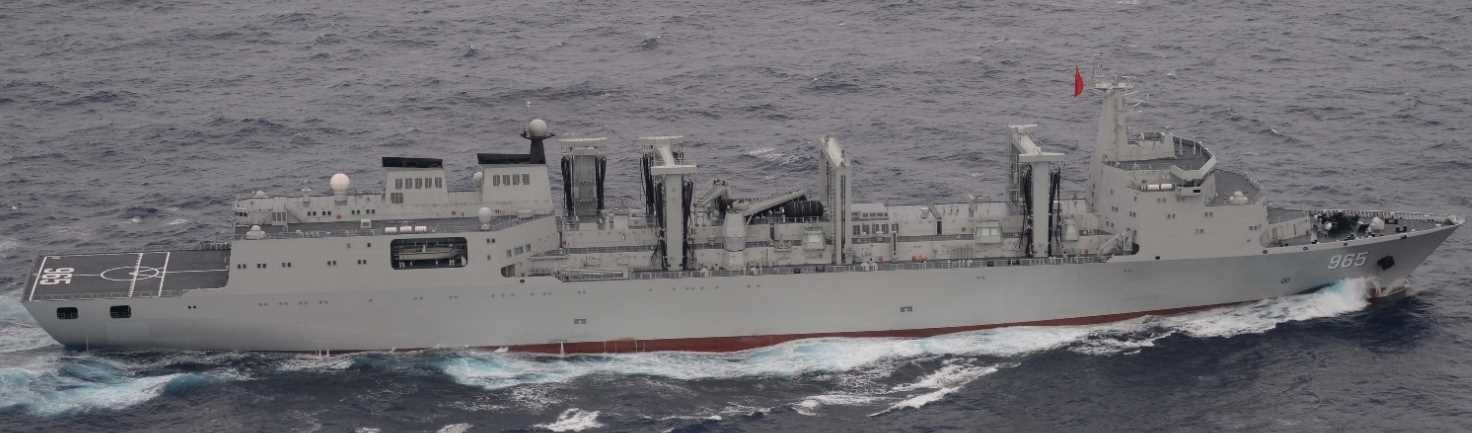
Chu-lun-chun (965)

Přesné technické parametry plavidla jsou pouze odhadem. Jeho délka je přibližně 229 metrů a plný výtlak dosáhne 45 000–50 000 tun. Plavidlo má pět stanic pro doplňování paliva, z toho tři na levoboku a dvě stanice pro předávání pevných zásob. Je vybaveno palubní nemocnicí. K vlastní obraně slouží čtyři systémy H/PJ-13. Je též vybaveno přistávací plochou a hangárem pro dva zásobovací vrtulníky Z-8. Pohonný systém tvoří čtyři plynové turbíny QC280, každá o výkonu 28 MW. Nejvyšší rychlost dosahuje 25 uzlů.